# Krchleby (powiat Kutná Hora)
Krchleby – gmina w Czechach, w powiecie Kutná Hora, w kraju środkowoczeskim.
1 stycznia 2017 gminę zamieszkiwało 381 osób, a ich średni wiek wynosił 44,3 roku.